# Aloe pachygaster x glauca
Aloe pachygaster x glauca é uma espécie de liliopsida do gênero Aloe, pertencente à família Asphodelaceae.